# La Rochette (Sena y Marne)
 La Rochette  es una población y comuna francesa, en la región de Isla de Francia, departamento de Sena y Marne, en el distrito de Melun y cantón de Melun-Sud.

## Demografía
| 2898 | 2871 | 3096 | 2992 | 2861 | 2759 |
| Para los censos de 1962 a 1999 la población legal corresponde a la población sin duplicidades (Fuente: INSEE [Consultar]) |      |      |      |      |      |